# Puerto Cabello
Puerto Cabello is een stad en gemeente in de Venezolaanse staat Carabobo. De gemeente telt 208.000 inwoners. De hoofdplaats is Puerto Cabello en telt ongeveer 154.000 inwoners.

## Cultuur

### Bezienswaardigheden
- De begraafplaats Cementerio de los Protestantes
- Het fort Fortín Solano
- Het fort Castillo San Felipe
- Het eiland Isla Larga
- Puente de Los Españoles (San Esteban Pueblo)
- De wijk Calle Los Lanceros

## Bekende inwoners van Puerto Cabello

### Geboren
- Bartolomé Salom (1780-1863), generaal van Venezuela die voor emancipatie vocht
- Agustín Armario (1783-1833), generaal van de Venezolaanse marine
- Juan José Flores (1800-1864), grondlegger en eerste president van Ecuador
- Ramón Díaz Sanchez (1903-1968), politicus en schrijver
- Italo Pizzolante (1928-2011), schrijver van de volkslied van Puerto Cabello (Mi Puerto Cabello)
- Carlos Zambrano (1981), pitcher bij de Chicago Cubs van de MLB
- Pablo Sandoval (1986), speler bij de San Francisco Giants van de MLB